# Marcos Llorente
Marcos Llorente Moreno (* 30. Januar 1995 in Madrid) ist ein spanischer Fußballnationalspieler. Derzeit steht er bei Atlético Madrid unter Vertrag.

## Karriere

### Verein

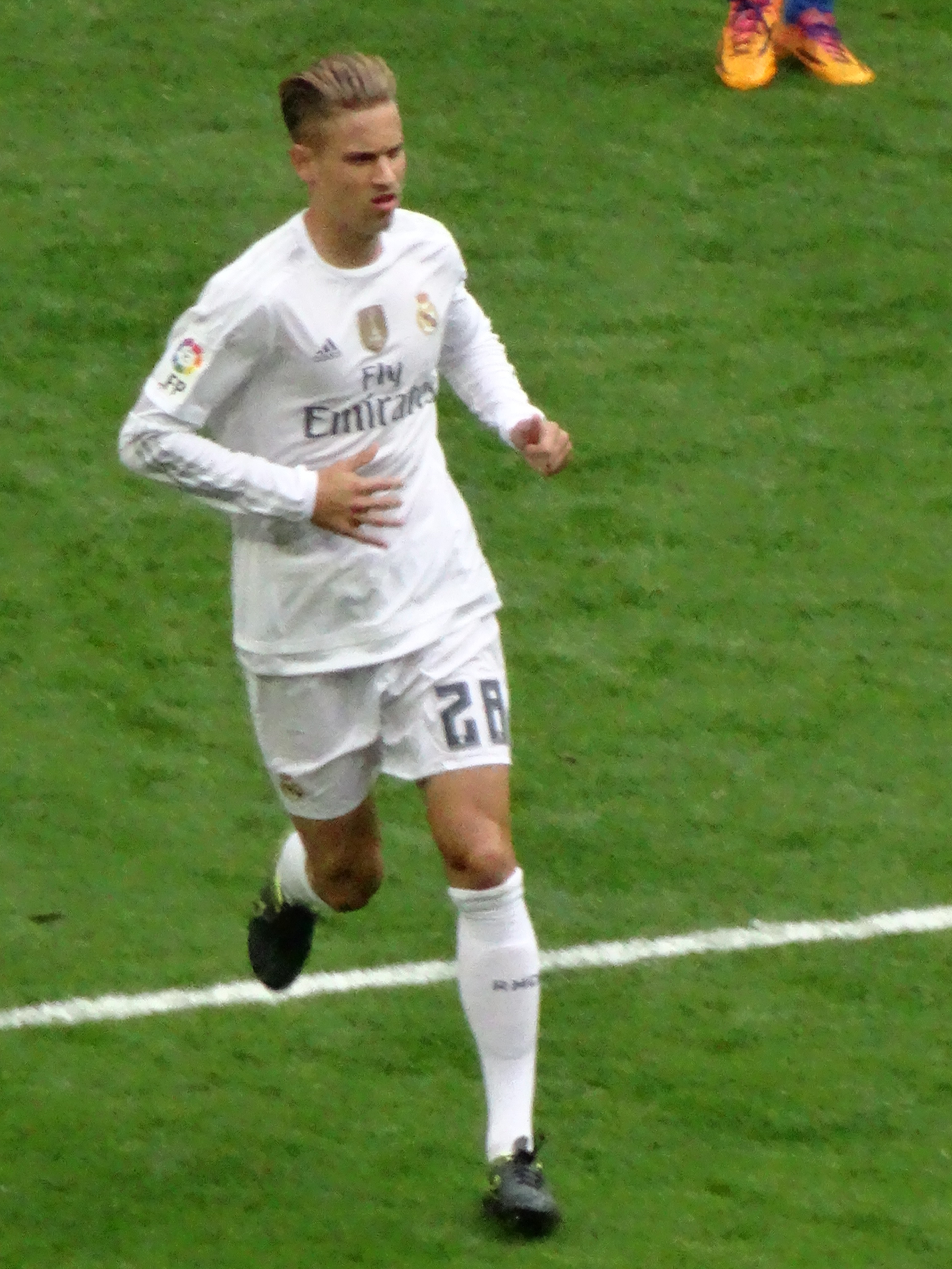
Llorente im Trikot von Real Madrid (2015)

Llorente begann seine Juniorenlaufbahn im Alter von sieben Jahren bei Club Deportivo Las Rozas im Madrider Vorort Las Rozas de Madrid, wo er vier Saisons verbrachte. Nach einjährigen Stationen bei Escuela de Fútbol Roceña und Rayo Majadahonda, wechselte der damals 13-jährige Llorente im Sommer 2008 in die Jugend von Real Madrid, wo er in der Mannschaft Infantil A (U14) begann. Fortan durchlief er diverse Altersklassen und gewann unter anderem mit der U19 (Juvenil A) in der Saison 2013/14 die spanische Meisterschaft. In der UEFA Youth League bestritt er in jener Spielzeit acht Begegnungen und erreichte mit seiner Mannschaft das Halbfinale.
Sein Debüt in der Zweitmannschaft Real Madrid Castilla feierte er am 28. August 2014 in der Segunda División B gegen Atlético Madrid B. Für ein Ligaspiel gegen den FC Málaga am 29. November 2014 nominierte Trainer Carlo Ancelotti ihn erstmals für den Kader der Profimannschaft, letztlich kam er jedoch ebenso nicht zum Einsatz wie am 7. Februar 2015 gegen Atlético Madrid, wo er erneut auf der Wechselbank saß.
Sein Debüt im A-Kader feierte Llorente am 17. Oktober 2015 in einem Ligaspiel gegen UD Levante, als er in der 76. Minute für Mateo Kovačić eingewechselt wurde.
Anfang August 2016 wurde Llorente für den UEFA Super Cup nominiert, kam aber beim 3:2-Sieg nach Verlängerung gegen den FC Sevilla nicht zum Einsatz. Im selben Monat wurde er an den Ligakonkurrenten Deportivo Alavés verliehen.
Zur Saison 2019/20 wechselte Llorente zum Stadtrivalen Atlético Madrid, bei dem er einen Vertrag mit einer Laufzeit bis zum 30. Juni 2024 erhielt.

### Nationalmannschaft
Llorente debütierte am 5. März 2014 in einem Freundschaftsspiel gegen die Niederlande in der spanischen U19-Nationalmannschaft. Im Zuge der U19-EM-Qualifikation 2014 brachte er es auf zwei Einsätze für Spanien, scheiterte jedoch mit seiner Mannschaft in der Gruppe 5 der Eliterunde am späteren Europameister Deutschland.
Am 10. Oktober 2016 bestritt Llorente im letzten Gruppenspiel der Qualifikation für die U21-Europameisterschaft 2017 gegen Estland sein erstes Spiel in der spanischen U21-Nationalmannschaft. Bei der Endrunde in Polen kam er in zwei Gruppenspielen sowie dem Halbfinale gegen Italien und im mit 0:1 gegen Deutschland verlorenen Finale zum Einsatz.
Mehr als drei Jahre später hatte er am 11. November 2020 beim Freundschaftsspiel gegen die Niederlande seinen ersten 18-minütigen Einsatz in der  A-Nationalmannschaft.
Bei der Europameisterschaft 2021 stand er im spanischen Aufgebot, das im Halbfinale gegen Italien ausschied.

## Trivia
Llorentes Familie ist eng mit dem Fußballsport und Real Madrid verbunden. Sein Großonkel Francisco Gento (1933–2022) war ein Schlüsselspieler im berühmten „Weißen Ballett“, das in den 1950er und 1960er Jahren den europäischen Fußball dominierte und unter anderem fünf Europapokale der Landesmeister in Folge eroberte. Sein Großvater mütterlicherseits, Ramón Grosso, gehörte jener Spielergeneration von Real Madrid an, die unter dem Spitznamen „El Madrid ye-yé“ im Jahr 1965/66 den europäischen Landesmeisterpokal zum sechsten Mal gewinnen konnte und darüber hinaus zahlreiche nationale Erfolge feierte. Lorrentes Vater, Paco Llorente (* 1965), spielte von 1987 bis 1994 für Real Madrid und konnte unter anderem drei Meistertitel mit den Hauptstädtern feiern.

## Titel und Erfolge
- UEFA Champions League: 2016, 2018
- UEFA Super Cup: 2016, 2017
- FIFA-Klub-Weltmeisterschaft: 2017, 2018
- Spanischer Meister: 2021
- Spanischer Supercupsieger: 2017
- Copa de Campeones de Liga Juvenil: 2014
- UEFA-Nations-League-Sieger: 2023